# Sojuz 7K-TM
La Sojuz 7K-TM è stata una versione del veicolo spaziale Sojuz. È stata progettata in occasione del programma test Apollo-Sojuz e le maggiori modifiche hanno riguardato l'adattabilità con la navicella spaziale Apollo

## Caratteristiche
- Altezza: 7.48 m
- Diametro: 2.72 m
- Volume: 9 m³

## Missioni con equipaggio
- Soyuz 16
- Soyuz 19
- Soyuz 22

## Missioni di test senza wequipaggio
- Cosmos 638
- Cosmos 672